# 全国産業復興法
全国産業復興法（ぜんこくさんぎょうふっこうほう、英：National Industrial Recovery Act, NIRA）は、アメリカ大統領であったフランクリン・ルーズベルトが実施したニューディール政策の中の最重要法律である。法に基づき大統領が広汎な産業統制権を行使し、国が産業の生産統制を行った。1933年制定。

## 内容
不況カルテルを容認する一方、労働者には団結権や団体交渉権を認めたり、最低賃金を確保したりして、生産力や購買力の向上を目指そうとした。またその施行を管轄する行政機関として全国復興庁 (NRA) が設立された。
しかし1935年にウェヤトン製鋼事件やシェクター養鶏事件などの裁判によって、合衆国最高裁判所が同法の条文に「州政府に対する連邦議会または大統領の権限を超越している」とする違憲判決を下した。6月14日には、上院が全国産業復興法を1936年4月1日まで延長し、大統領が有する権限の縮小、適用範囲を州際産業に限定するなど違憲状態を回避する修正案を可決したが事実上骨抜き状態となった。また、最低賃金や労働時間などを定めた労働法に関する部分は1935年の全国労働関係法で改正して引き継がれた。その後、ルーズベルト大統領は、「米国の司法制度は、因習久しく、幾多の病弊を暴露して居る」として、大々的な司法改革を提言し、「もしこの改革が行われないならば、司法部の権限から憲法までの根本的改正を考慮しなければならない」として司法部に対し圧力を掛けた。
なお、同年末をもって全国復興庁は解散し、所掌事務は商務省や労働省に引き継がれた。

## 輸入品に対する影響
全国産業復興法の違憲判決により、日本が輸出する綿製敷物、人絹布、鉛筆、マッチなどに課されていた付加税が解消されることとなり、いくぶん競争性が回復することとなった。